# خليفة كندي (هشترود)
خليفة كندي هي قرية في مقاطعة هشترود، إيران. عدد سكان هذه القرية هو 379 في سنة 2006.